# Krasnice

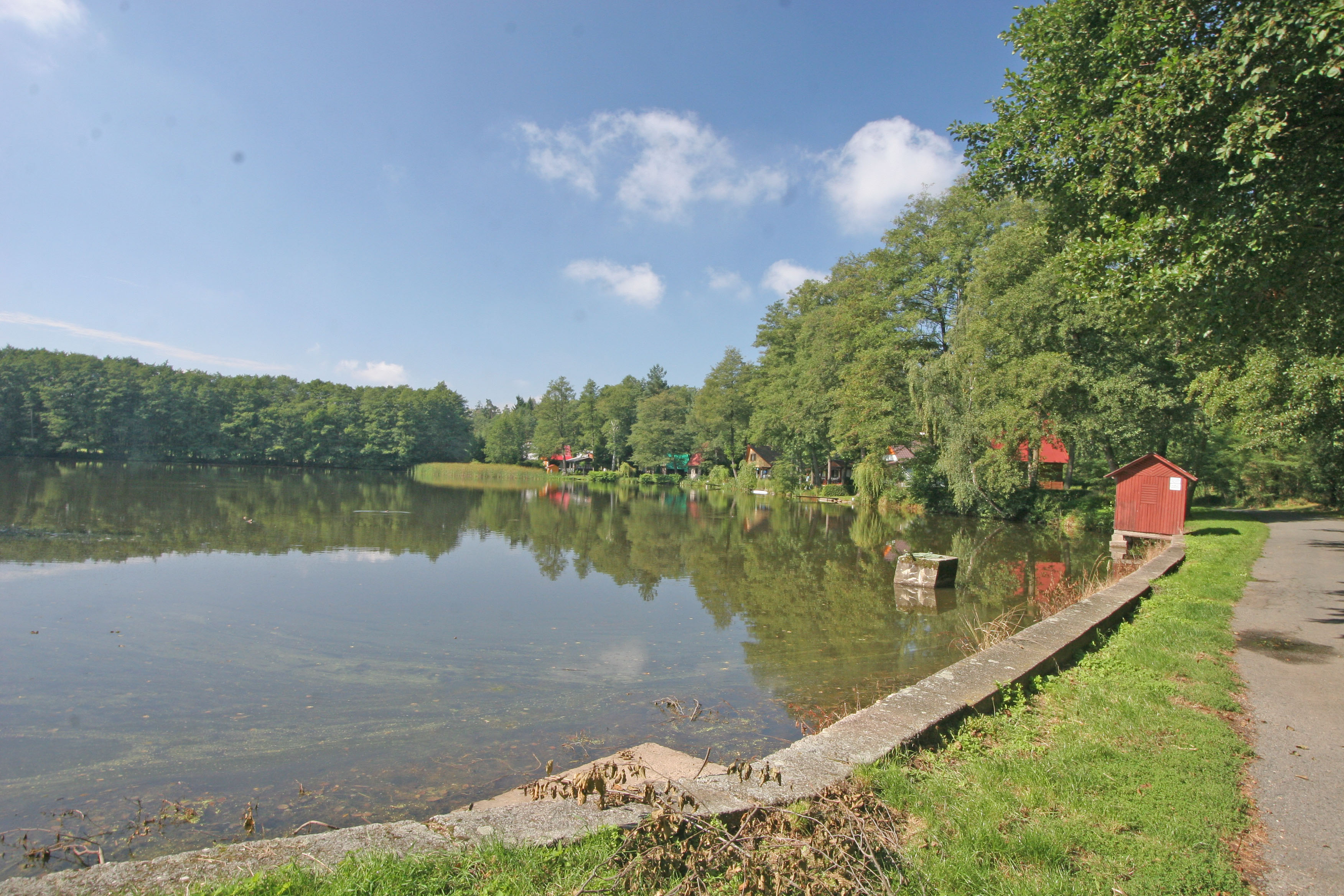
Krasnický rybník

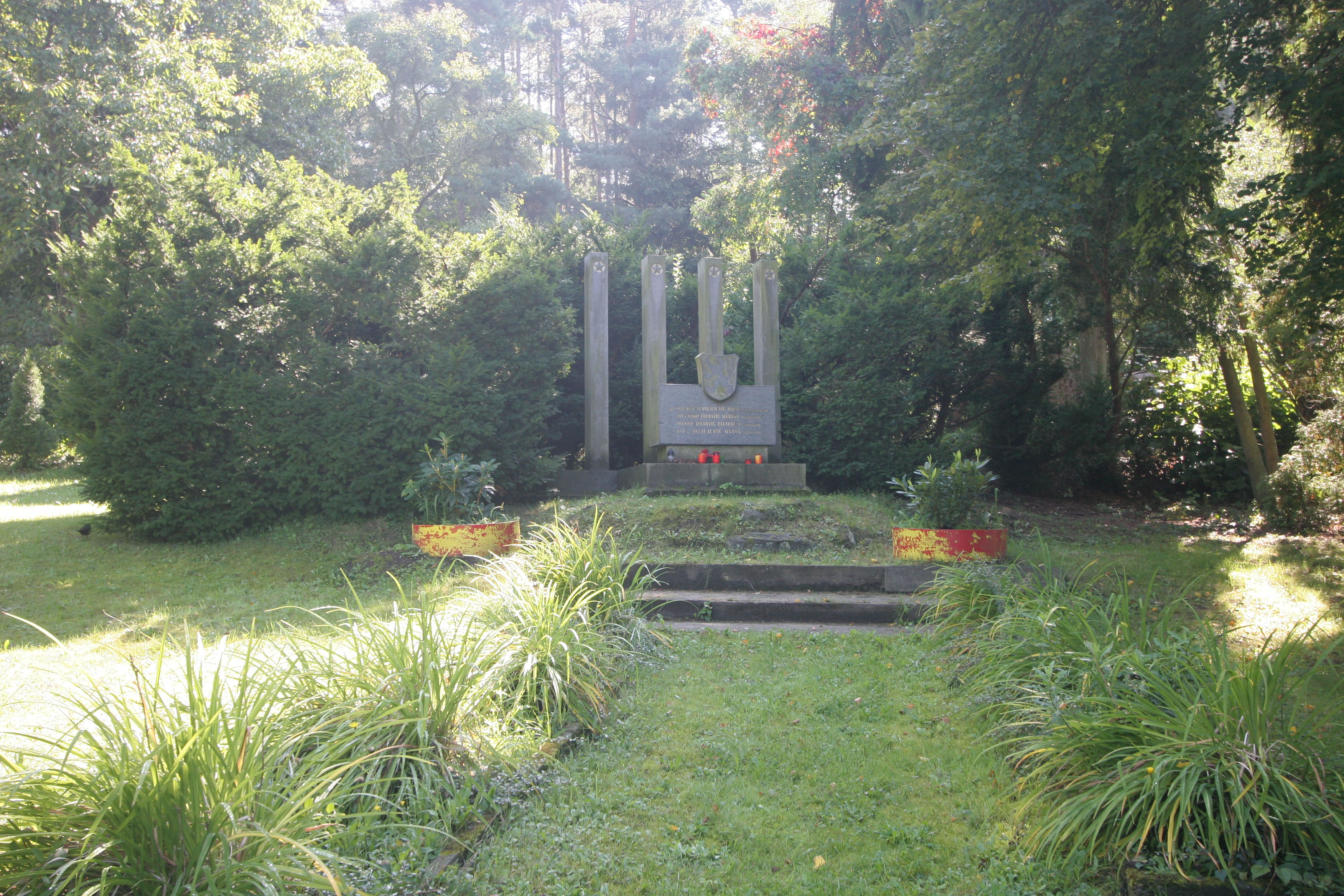
Denkmal für die Partisanengruppe Záře

Krasnice (deutsch Krasnitz) ist ein Ortsteil der Gemeinde Litošice im Okres Pardubice in Tschechien. Er liegt sechs Kilometer südwestlich von Přelouč.

## Geographie
Krasnice befindet sich rechtsseitig des Baches Krasnický potok in der zum Eisengebirge (Železné hory) gehörigen Chvaletická hornatina (Chwaletitzer Hügelland). Am südwestlichen Ortsausgang liegt der Teich Krasnický rybník (Krasnitzer Teich). Westlich des Dorfes liegt das Wildgehege Morašice. Im Süden erhebt sich die Velká Ruda (327 m n.m.), westlich die U Bláta (289 m n.m.).
Nachbarorte sind Spytovice im Norden, Kozašice und Jankovice im Nordosten, Seník im Osten, Sovoluská Lhota und Litošice im Südosten, Pazderna und Bílé Podolí im Süden, Koukalka, Brambory, Ovčíny, Vinice, Hajný und Svobodná Ves im Südwesten, Horušice und Myslivna im Westen sowie Morašice und Zdechovice im Nordwesten.

## Geschichte
Die erste schriftliche Erwähnung von Krasnice erfolgte im Jahre 1318. Im 15. Jahrhundert erwarben die Žehušický von Nestajov Krasnice zusammen mit dem Gut Litošice und schlugen es ihrer Herrschaft Žehušice zu. Kaiser Ferdinand I. entzog Václav Žehušický wegen dessen Teilnahme am Ständeaufstand von 1546 das Lehen und verkaufte die Herrschaft an Karl von Zierotin. Im Jahre 1558 veräußerte Karl von Zierotin die Herrschaft Žehušice an Zdeněk Meziříčský von Lounice. 1661 erwarb Michael Oswald von Thun und Hohenstein die Herrschaft Žehušice von den Erben des Burian Ladislaw von Waldstein. 1671 bestimmte er die Herrschaft Žehušice zum Majorat und vererbte sie seinem Bruder Maximilian. 
Im Jahre 1840 bestand das von ausgedehnten Wäldern umgebene Dorf Krasnitz bzw. Krasnice aus 21 Häusern, in denen 136 Personen lebten. Der beim Dorf gelegene Krasnitzer Teich diente der Herrschaft als Streich- und Streckteich, der südlich davon befindliche Teich Littocha wurde als Kammerteich genutzt. Die Wälder wurden, mit Ausnahme der westlich des Dorfes, die zum Gut Zdechowitz gehörten, vom Forstrevier Littoschitz bewirtschaftet. Pfarrort war Lipoltitz.
Nach der Aufhebung der Patrimonialherrschaften bildete Krásnice ab 1849 einen Ortsteil der Gemeinde Litošice im Gerichtsbezirk Časlau. Ab 1868 gehörte das Dorf zum Bezirk Časlau. Auf Anordnung der Linguistischen Kommission in Prag wurde 1920 der Ortsname in Krasnice abgeändert. 
Am 21. Dezember 1944 erreichten sechs Mitglieder der subversiven Partisanengruppe Záře auf ihrem mehrtägigen Marsch ins Elbtal Krasnice, wo sie die Bahnstrecke Pardubitz–Kolin sabotieren sollten, und machten im 
Haus von Jindřich Hon einen Zwischenstopp. Nachdem der Gendarmerie durch Hon die Anwesenheit der Partisanen angezeigt worden war, wurde das Haus von Wehrmacht und Gestapo umstellt. Nach erfolgloser Kapitulationsaufforderung wurde das Haus gestürmt und in Brand gesetzt. Bei dem Kampf starben vier Partisanen, zwei wurden gefangen genommen. Am 5. Mai 1946 erfolgte vor der Hausruine die feierliche Enthüllung des Partisanendenkmals.
1949 wurde Krasnice dem Okres Přelouč zugeordnet. Dieser wurde im Zuge der Gebietsreform von 1960 aufgehoben, seitdem gehört die Gemeinde zum Okres Pardubice. Zwischen 1986 und 1990 war Krasnice nach Přelouč eingemeindet, seit dem 24. November 1990 ist das Dorf wieder ein Ortsteil der Gemeinde Litošice.
Am 3. März 1991 hatte der Ort 22 Einwohner; beim Zensus von 2001 lebten in den 34 Wohnhäusern von Krasnice 24 Personen.

## Gemeindegliederung
Der Ortsteil Krasnice ist Teil des Katastralbezirks Litošice.

## Sehenswürdigkeiten
- Denkmal für die Partisanengruppe Záře, am Ufer des Krasnický rybník, errichtet 1945/46
- Bildstock auf dem Dorfplatz mit einer Tafel mit den Namen der Gefallenen des Ersten Weltkriegs
- Glockentürmchen auf dem Dorfplatz
- Brunnen Litocha, im Wald südlich des Dorfes